# インドゥストリアス・カイゼル・アルヘンティーナ

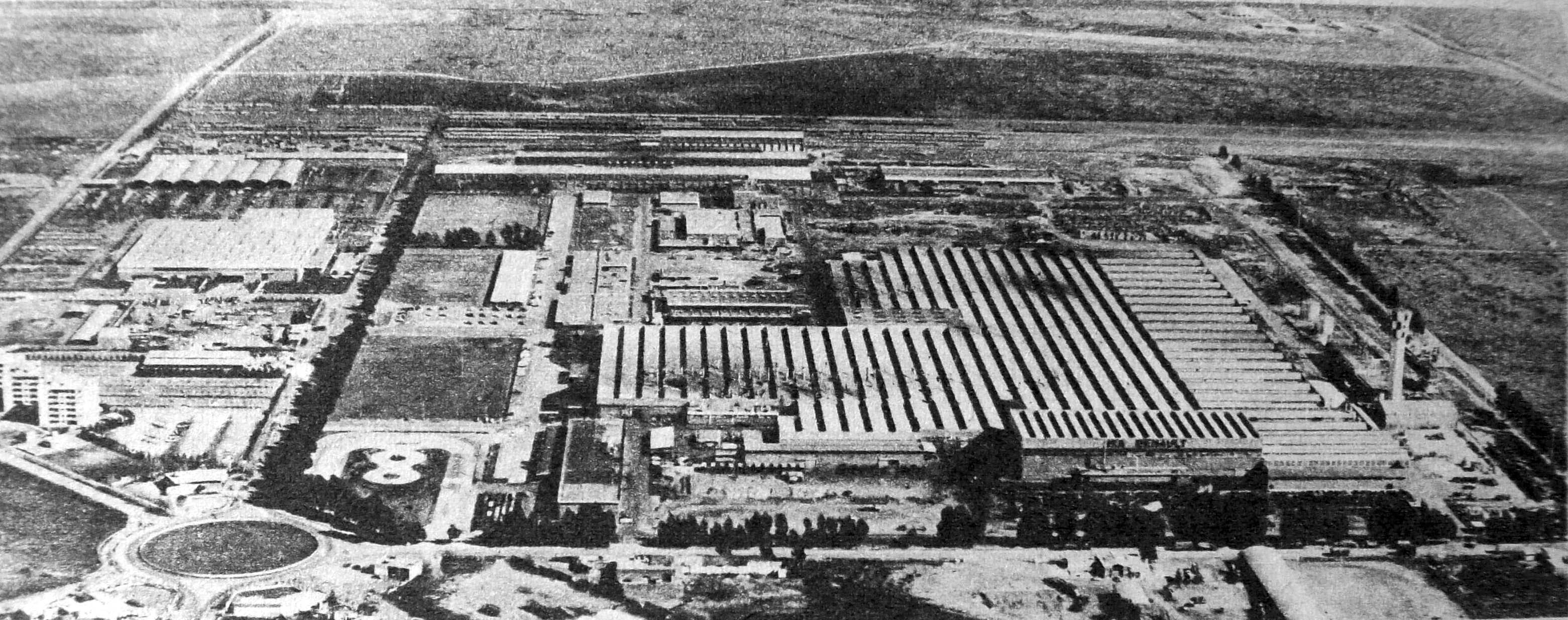
サンタ・イザベルのIKA工場

インドゥストリアス・カイゼル・アルヘンティーナ（Industrias Kaiser Argentina、略称IKA）は、アルゼンチンにかつて存在した自動車メーカー。
1955年、ウィリス＝オーバーランド社買収によりジープなどの生産に軸足を置き、乗用車からの産業撤退を決定したアメリカ合衆国のカイザー・インダストリーズ社傘下のカイザー・モーターズ社から、従来のカイザー車用の乗用車生産設備などをコルドバ県サンタ・イザベル(Santa Isabel)市の新工場に移転し、アルゼンチン拠点として発足した。本国で生産していた「エアロ・ウィリス」や「ヘンリーJ」、「カイザー･マンハッタン（カラベラと改名）」等の乗用車、そしてジープとそのワゴン型変型車「エスタンシエラ」等を製造した。
これらのカイザー設計車を生産する一方で、1960年にアルファロメオ1900ベースの6気筒セダン「ベルガンティン」を製造し、さらに、フランスのルノーとの提携によってルノー・ドーフィンを製造するなどより小型な車の市場にも進出、ルノー・4、ルノー・6も製造してアルゼンチン市場に浸透し、1968年にルノーの主導権の下で社名が「IKAルノー」となった。一方、本国でカイザーと提携していたアメリカン・モーターズ（以下AMC）は1970年にジープの製造権を獲得した。
1966年、AMCの「ランブラー・アメリカン」をイタリアのピニンファリーナにアレンジさせた中型車「トリノ」が登場。4ドアセダンと2ドアクーペ（翌年登場）からなり、3リットルと3.8リットルの直列6気筒エンジンを搭載し、最速モデルは200km/h以上の最高速度を得ていて、現地のレースシーンで活躍、ドイツのニュルブルクリンク（旧コース）での耐久レースに遠征もした。またクーペにはイタリア製GTを思わせる木目調ダッシュボードを備えたモデルもあった。このトリノは、微小な変更を繰り返しながら1982年まで製造された。トリノ以外のAMC車としては、上級モデルの「アンバサダー」も1970年代までに製造されていたが、それ以降、AMC設計のより新しいモデル（ホーネット、マタドール等）はIKAルノーでは造られなかった。
1977年以降は社名を「ルノー・アルヘンティーナ」と改め、以来現在まで各種ルノー車を本国とは数年遅れで製造している。